# 大克里克 (加利福尼亞州)
大克里克（英語：Big Creek）是位於美國加利福尼亞州弗雷斯諾縣的一個人口普查指定地區。

## 地理
大克里克的座標為37°12′18″N 119°14′45″W / 37.20500°N 119.24583°W，而該地最高點為海拔高度1519米（即4984英尺）。

## 人口
根據2010年美國人口普查的數據，大克里克的面積為1.19平方千米，當中陸地面積為1.19平方千米，而水域面積為0.00平方千米。當地共有人口175人，而人口密度為每平方千米147人。